# Kairos
Kairos (grč. καιρός, Kairós) u grčkoj mitologiji bog je sretnoga trenutka, najmlađi Zeusov sin.

## Etimologija
Kairosovo grčko ime potječe od riječi koja znači "pravi trenutak" ili "Božje vrijeme". Stari su Grci imali dva naziva za vrijeme - χρόνος i καιρός, chronos (Kron) i kairos, pri čemu se prvi (Kron) odnosi na kronološko vrijeme, a drugi (kairos) na period kad se štogod posebno dogodi – chronos je kvantitativne, a kairos kvalitativne naravi.

## Karakteristike
Prikazivalo ga se kao mladića na kugli s britvom ili mačem (simbol nepokolebljivosti) u ruci, a poslije kao mladića bujne kose s vagom u ruci. Kairos je motrio trenutak kad bi vaga bila u ravnoteži – povoljnom položaju i trenutku sreće.
U trogirskom reljefu iz 4. st. pr. Kr. prikazan je kao goli mladić s čuperkom za koji ga treba u pravi čas zgrabiti i tako uloviti sretnu priliku, inače će ona zauvijek pobjeći, jer Kairos je uvijek u žurbi. Reljef je vjerojatno napravljen po uzoru na Lizipov kip iz 3. st. pr. Kr., a čuva se u trogirskom samostanu sv. Nikole.

## Epigram
Čuva se u Samostanu sv. Nikole u Trogiru.
Sačuvan je Pozidipov epigram iz 3. st. pr. Kr. koji opisuje Kairosa i Lizipov kip:

- Odakle stiže kipar?

- Sa Sikiona.

- Njegovo ime?

- Lizip.

- A ti, tko si?

- Kairos, ja prestižem sve.

- Zašto hodaš na prstima?

- Uvijek sam u žurbi.

- Krila na stopalima, čak?

- Od vjetra sam brži.

- Zašto tako stežeš britvu desnom rukom?

- Kako bi upozorio ljude da sam oštriji od oštrice britve.

- Zašto ti pramen kose pada niz lice?

- Nek' ga zgrabi svatko tko se nađe na mom putu

- A straga, zašto si ćelav?

- Ma koliko velika želja bila, onaj koga preletim uhvatit me neće.

- Zbog čega te umjetnik stvorio?

- Da podsjećam ljude, stranče! S ovog trijema, ja sam opomena svima.

## Vanjske poveznice
- Kairos u klasičnoj literaturi i umjetnosti (engl.)
- Mark Freier: Time Measured by Kairos and Kronos (engl.)